# Gerarchia di bordo sulle navi mercantili italiane

Bandiera della Marina Mercantile Italiana.

Fregio del berretto rigido per ufficiali della Marina Militare Italiana, si noti lo sfondo blu, nella cordonatura, sotto la corona navale e nell'ovale dell'ancoretta. Lo stesso fregio è quello utilizzato anche per i berretti degli ufficiali di coperta di ogni grado imbarcati sulle Navi della Marina Mercantile Italiana.

La gerarchia di bordo sulle navi mercantili italiane, nell'ordinamento giuridico, è disciplinata in linea generale dal codice della navigazione.

## Disciplina generale
La gerarchia dei componenti dell'equipaggio marittimo è la seguente:
1. comandante; 
2. direttore di macchina, comandante in seconda, capo commissario, e medico di bordo direttore del servizio sanitario;
3. primo ufficiale di coperta, primo ufficiale di macchina, cappellano, primo medico aggiunto, primo commissario;
4. secondo ufficiale di coperta, secondo ufficiale di macchina, secondo medico aggiunto, secondo commissario, primo radiotelegrafista;
5. gli altri ufficiali;
6. nostromo e maestro di macchina;
7. gli altri sottufficiali;
8. i comuni.
Il pilota durante il periodo in cui presta servizio a bordo è equiparato al primo ufficiale.
È bene notare che l'organizzazione gerarchica è strutturata su una doppia gerarchia: una visibile di espressione diretta e verticale, una seconda invece, meno visibile, comunque esistente, e di tipo orizzontale. Si può infatti notare che al punto 2 lo sviluppo orizzontale mostra un certo ordine, mentre al punto 3 lo sviluppo orizzontale mostra un ordine diverso. Ciò non è casuale ma rispecchia le relazioni e i ruoli su cui è organizzata la vita di bordo.
Le disposizioni di cui al Codice della navigazione, parlando di navi di bandiera italiana, quali legittime leggi dello Stato, continuano ad essere valide in ogni caso per la disciplina organizzativa e per i rapporti di servizio e disciplinari a bordo, tuttavia, la materia negli anni ha subito una propria evoluzione dovuta in special modo alla grande crescita del numero di navi da crociera, a bordo delle quali, per motivi di natura commerciale, è prevista la presenza di un gran numero di nuove figure professionali, oltre alla necessità di avere equipaggi multietnici. Quanto detto, se anche solo a livello contrattuale e organizzativo, dal punto di vista specialmente alberghiero, ha generato novità assolute rispetto a quanto accadeva fino alla prima metà degli anni ottanta.
In tale contesto, la figura del capo commissario - contemplata dall'ancora valido, operante e immutato articolo 321 del Codice della navigazione - è scomparsa dallo scenario contrattuale marittimo. I contratti di lavoro del personale marittimo non contemplano più questa figura e pertanto, gli stessi detti contratti di categoria nel disciplinare la materia salario, partono dal grado di primo commissario. La figura del capo commissario è stata completamente cancellata dall'organigramma nave, trasformando quegli ufficiali che lo erano sino a poco tempo fa, in “Hotel Manager” o "Hotel Director", con contratti e appannaggi che sono fuori dalla contrattualistica marittima e più vicini alle remunerazioni per i ruoli dirigenziali delle stesse varie aziende che armano o gestiscono navi per il servizio crociere. In questo contesto e secondo le nuove regole contrattuali, la gerarchia amministrativa, in ordine al livello salariale, a bordo della nave ha assunto un aspetto leggermente diverso e differenziato rispetto a quanto disciplinato dal detto Codice della navigazione.
Qui di seguito, la scala generale dei livelli di inquadramento e dei salari come previsto dai CCNL di categoria.
Personaggi che stanno sulla stessa riga hanno stessi trattamenti contrattuali/salariali.
- Ufficiali
  1. comandante;
  2. direttore di macchina, capo commissario, medico di bordo direttore del servizio sanitario su navi da crociera;
  3. comandante in Seconda, secondo direttore di macchina (Grado quest'ultimo non previsto dal Codice della Nav.);
  4. primo ufficiale di coperta, primo ufficiale di macchina, navi a LC aventi Stazza Lorda uguale o superiore a 3000 tsl, oggi GT;
  5. primo ufficiale di coperta, primo ufficiale di macchina, primo medico, primo commissario, navi da crociera;
  6. secondo ufficiale di coperta, secondo ufficiale di macchina, navi navi a LC aventi Stazza Lorda uguale o sup a 3000 tsl, oggi GT;
  7. secondo ufficiale, secondo commissario, navi da crociera;
  8. terzo ufficiale di coperta, terzo ufficiale di macchina, navi a LC aventi Stazza Lorda uguale o sup a 3000 tsl, oggi GT;
  9. terzo ufficiale, terzo commissario, navi da crociera;
  10. allievo ufficiale di coperta / allievo ufficiale di macchina a LC su navi sup a 3000 tsl e con più di 9 mesi di navigazione;
  11. allievo ufficiale di coperta / allievo ufficiale di macchina a LC su navi sup a 3000 tsl e con meno di 9 mesi di navigazione;

- Sottufficiali
  1. nostromo, sottufficiale capo servizio navi a LC sup a 3000 tsl;
  2. sottufficiale capo servizio navi crociera;
  3. sottufficiale, cuoco equipaggio, cambusiere, ottonaio, carpentiere, tankista, elettricista navi sup a 3000 tsl,
  4. sottufficiale, 1º guardarobiere, tipografo, assistente d'ufficio navi crociera;

- Comuni
  1. comune di coperta, comune di macchina, cameriere, fuochista, ingrassatore;
  2. comune navi crociera, 2º cuoco, lavandaio, stiratrice;
  3. carbonaio navi superiori a 3000 tsl,
  4. carbonaio navi da crociera,
  5. giovanotto di prima, giovanotto di macchina, garzone di prima navi superiori a 3000 tsl,
  6. terzo cuoco navi da crociera
  7. giovanotto di 2ª, garzone di 2ª, garz, cucina navi sup a 3000 tsl;
  8. giovanotto di 1ª, giovanotto di macch, garz. cucina crociera;
  9. mozzo, piccolo di camera, picc. cucina, all, comune poliv. navi sup a 3000 tsl,
  10. mozzo, Piccoli a accompagnatrici turistiche navi crociera.
  11. allievi cuochi navi crociera.

In ogni caso e indipendentemente dall'ordine gerarchico sopra indicato, nei contesti riguardanti la sicurezza della navigazione, la salvaguardia della vita umana in mare e la polizia di bordo, la catena di comando include solamente le seguenti figure:
Comandante, Comandante in Seconda, Primo Ufficiale Coperta, Secondo Ufficiale Coperta, Terzo Ufficiale Coperta, Allievo Ufficiale Coperta, Nostromo, Marinai.
Nota tecnica:
La stazza delle navi, a seguito di mutamenti normativi emanati dall'Organizzazione Marittima Internazionale (IMO) e recepiti a livello internazionale, non si esprime più in tonnellate di stazza lorda (TSL) e tonnellate di stazza netta (TSN), ma con un numero che rappresenta una specifica quantità derivante dallo sviluppo di una formula, non avente unità di misura.
Attualmente, i detti valori di stazza vengono espressi con il valore numerico seguito da GT ovvero gross tonnage per la stazza lorda e con il suffisso NT ovvero net tonnage per la stazza netta.
Nel caso della tabella di cui sopra e delle successive indicazioni, appartenenti a questo argomento, i valori della TSL dovranno intendersi con il suffisso GT ovvero gross tonnage e non con il suffisso TSL come indicato.
Qui di seguito la foggia delle uniformi e dei distintivi di categoria come previsto dallo

## Album delle Uniformi
Edito dal Ministero della Marina Mercantile nel 1960 e successive modificazioni

## Uniforme per ufficiali di bordo
Uniforme invernale
È di colore blu Marina, con giacca a doppio petto con 6 bottoni, senza spacchi, con collo rivoltato e senza taschino in alto al lato sinistro. Le tasche laterali sono del tipo coperte con pattina.
La giacca di cui sopra va indossata su camicia bianca con colletto rivoltato con cravatta pendula a due code di colore nero.
I pantaloni sono di modello classico con 4 pinces in vita, due per lato e con tasche laterali a taglio verticale in cucitura. Inoltre gli stessi avranno tasche posteriori a taglio orizzontale chiuse da un bottone di colore blu e taschino laterale in cintura al lato destro. Per questo tipo di uniforme saranno obbligatoriamente calzate scarpe di cuoio nere con tomaia intera e lucida su calzini di colore nero. Eventuali guanti, quando previsto, dovranno essere di pelle nera. 
Uniforme estiva
Nel corso della stagione estiva o dove il clima si possa ritenere idoneo all'utilizzo di tali uniformi, gli ufficiali indosseranno uniformi composte da:
Giacca monopetto a tre bottoni con collo rivoltato di tela bianca, su pantaloni bianchi della stessa tela con pinces alla vita nel numero di due per lato. La giacca va indossata su camicia bianca con colletto rivoltato con cravatta pendula a due code di colore nero.
È data facoltà di utilizzare anche la giacca estiva bianca con colletto a pistagna o, come più comunemente noto, alla coreana.
Le scarpe sono di cuoio a tomaia intera laccate con vernice bianca. I calzini sono di colore bianco. 
Su questo tipo di uniforme sono utilizzati distintivi di grado del tipo a controspalline confezionati con gallone doppio da 23 millimetri e gallone dritto da 10 millimetri. L'intervallo tra i galloni è di millimetri 3, la circonferenza interna della volta di bitta è di 18 millimetri.
Per il grado di comandante, la cordonatura formante la base della corona navale è a non meno di 4 millimetri dalla estremità superiore della volta di bitta. Sui baveri della giacca bianca sono apposti distintivi di sezione e/o di categoria in metallo color oro, in luogo di quelli di canutiglia utilizzati per la giacca della divisa blu invernale.
Tutti gli ufficiali, dove non previsto, ovvero all'aperto, di giorno durante i turni di guardia, e dove ammesso dal servizio e dal regolamento di bordo imposto dalla Compagnia e dal comandante della nave, in luogo della uniforme completa, possono alleggerirsi della giacca e rimanere solamente con la camicia a mezze maniche sormontata dalle dette controspalline con distintivi metallici di categoria ai lati del colletto.
La camicia deve essere del tipo da marina con doppie tasche e pettorina a filo collo.
Uniforme estiva blu
Dal 2006, per il personale imbarcato, in luogo della dismessa uniforme estiva kaki, è entrata in uso un'uniforme di colore blu composta da camicia e pantaloni della stessa foggia della uniforme bianca. 
Per questo particolare tipo di uniforme la cintura e le scarpe sono di cuoio nero ed è indossata con calzini neri e con berretto bianco da marina.
Si completa, inoltre, con un giubbotto di colore blu con cerniera e con controspalline per le attività operative di navigazione e per le attività in ore notturne.
Il giubbotto ha il colletto girocollo, i polsini e il girovita elasticizzati e sulle spalle reca i canalotti per l'applicazione delle controspalline dei galloni distintivi di grado.
Uniforme da mezzo tempo e varianti varie
L'uniforme si compone di pantaloni blu, scarpe nere, calzini neri, cintura di cuoio nero e, inoltre:
a) camicia bianca a maniche lunghe e/o maniche corte, con cravatta nera a due code pendule e con galloni di grado su supporti tubolari, in maniera tale da poter in qualunque momento indossare la giacca blu della uniforme invernale;
b) camicia bianca a maniche corte con collo aperto con alle cuspidi del colletto i distintivi metallici previsti per la sezione di appartenenza, ovvero senza cravatta e con galloni di grado a controspalline passanti.
Questo tipo di uniforme varia nella sua funzione in dipendenza della pesantezza della stoffa utilizzata per il confezionamento dei pantaloni, con pantaloni blu leggeri (estivi), in alcune compagnie, viene utilizzata anche quale uniforme estiva per lavoro d'ufficio o di ponte; con pantaloni blu pesanti (invernali) e/o quando necessario con maglione da marina con i dovuti distintivi di grado -galloni con supporti tubolari- diventa l'uniforme invernale da lavoro di ufficio o di ponte.
Altri capi di corredo dell'ufficiale di bordo
Per il completamento del corredo di un ufficiale di bordo di navi mercantili nazionali impiegate in servizio passeggeri si aggiunge, a quanto sopra, un cappotto o pastrano, un cappottino, un dinner jacket da sera estivo, un abito da sera invernale tipo smoking. Il cappottino porta i galloni da manica della stessa foggia di quelli previsti per le uniformi blu invernali, con la differenza che i galloni di grado sono del tipo a giro manica e non di lunghezza limitata a 90 millimetri. Le uniformi da sera o da gala ovvero il dinner jacket e lo smoking sono indossate su disposizione del comando di bordo e con cravatta annodata di seta nera del tipo cosiddetto a farfalla.
Per il completamento dell'uniforme, quando previsto o ordinato, dovranno essere indossati guanti di pelle nera con uniforme invernale e guanti di cotone bianco con la uniforme completa estiva bianca.
Bottoni
I bottoni delle giacche, del cappottino e del pastrano, saranno quelli in uso nella marina mercantile. I detti, dovranno essere di ottone con diametro di mm. 22.75, aventi superficie con rigato orizzontale e caricati di ancora grippiata con ceppo in legno parallelo ai bracci sormontata da corona navale non rostrata a tre torri. L'ancora, sormontata da corona, sarà circoscritta da due cordonature a torsione sinistrorsa di cui quella più interna riporterà due volte di bitta diametralmente opposte ai lati della detta ancora. Per panciotti e controspalline riportanti i galloni di grado, i bottoni saranno della stessa foggia, dello stesso materiale ma aventi diametro di mm. 13.

## Distintivi di grado e/o galloni su paramani e/o maniche della giacca della divisa invernale

### Navi da 20.000 tsl e oltre

#### Distintivi di grado
I distintivi di grado hanno la seguente composizione, differenziata per grado:
| Distintivo di Grado | Spallina di Grado | Grado                                                                                    | Descrizione |
| ------------------- | ----------------- | ---------------------------------------------------------------------------------------- | --- |
|                     |                   | Comandante                                                                               | 1 gallone d'oro da 26 mm, 1 gallone d'oro dritto da 11 mm sormontati da 1 gallone d'oro da 11 mm adagiato e cucito a guisa di volta di bitta; tale composizione è sormontata da 1 corona navale non rostrata, anche impropriamente chiamata corona turrita, ricamata in canutiglia d'oro caricata al centro da un'àncora romana sempre ricamata in canutiglia d'oro. La corona è di dimensioni tali da rientrare inscritta nella circonferenza esterna del gallone a volta di bitta della composizione stessa, che è l'elemento di identificazione del Comandante titolare e capo della spedizione. |
|                     |                   | Direttore di Macchina                                                                    | 1 gallone d'oro da 26 mm, 1 gallone d'oro dritto da 11 mm sormontati da 1 gallone d'oro da 11 mm adagiato e cucito a guisa di volta di bitta. |
|                     |                   | Comandante in 2ª                                                                         | 1 gallone d'oro da 26 mm sormontato da 1 gallone d'oro da 11 mm adagiato e cucito a guisa di volta di bitta. Se il Comandante in 2ª è stato già al comando di navi da 20.000 tsl ed oltre, continuerà a portare i distintivi di grado relativi all'ultima funzione espletata, senza però fregiarsi della corona navale non rostrata che è l'elemento di identificazione del solo Comandante titolare al comando e capo della spedizione. |
|                     |                   | Capo Commissario Medico - Direttore del Servizio Sanitario Secondo Direttore di Macchina | 1 gallone d'oro da 26 mm sormontato da 1 gallone d'oro da 11 mm adagiato e cucito a guisa di volta di bitta. |
|                     |                   | 1º Ufficiale                                                                             | 2 galloni d'oro da 11 mm sormontati da 1 gallone d'oro da 11 mm adagiato e cucito a guisa di volta di bitta. |
|                     |                   | 2º Ufficiale                                                                             | 1 gallone d'oro da 11 mm sormontato da 1 gallone d'oro da 11 mm adagiato e cucito a guisa di volta di bitta. |
|                     |                   | 3º Ufficiale                                                                             | 1 gallone d'oro da 11 mm adagiato e cucito a guisa di volta di bitta. |
|                     |                   | Allievo Ufficiale                                                                        | 1 gallone d'oro da 11 mm. |

La distanza verticale tra i galloni d'oro delle varie composizioni deve essere di 4 mm e in ogni caso, la loro lunghezza deve essere di 90 mm; inoltre, per il grado di Comandante, tra la parte superiore della volta di bitta e la cordonatura formante la base della corona navale non rostrata, deve rimanere uno spazio non inferiore a 10 mm.
La distanza dei galloni d'oro dall'estremità della manica non deve essere inferiore a 90 mm.
Il diametro interno della volta di bitta non deve essere inferiore a 22 mm.
Le composizioni dei distintivi di grado realizzate con galloni d'oro, sono montate sulle maniche della giacca dopo essere state, a loro volta, cucite su una sottopannatura.
La base, ovvero, la bordatura di panno colorato, deve sporgere dal contorno dei galloni d'oro non più di 3 mm, quanto detto vale anche per gli spazi delle intergiunzioni tra i vari galloni componenti il distintivo di grado e per la parte interna del circolo formante la volta di bitta.
| Marina mercantile italiana | Ufficiali di Coperta                 | Ufficiali di Macchina | Ufficiali Commissari                | Ufficiali Radiotelegrafisti Ufficiali Radio Operatori                                               | Ufficiali Medici             | Ufficiali Cappellani         |
| -------------------------- | ------------------------------------ | --------------------- | ----------------------------------- | --------------------------------------------------------------------------------------------------- | ---------------------------- | ---------------------------- |
| Distintivo di Sezione      | ancora ammiragliato grippiata in oro | elica a 3 pale dorata | stella sfaccettata a 6 punte dorata | ancora ammiragliato caricata al centro con un ricamo rappresentante la lettera "M", il tutto dorato | caduceo in canutiglia di oro | croce greca gheronata dorata |
| Colore di sottopannatura   | NERO                                 | PORPORA SCURO         | ROSSO SCURO                         | AZZURRO SCURO                                                                                       | BIANCO                       | VIOLA                        |
| Distintivo di grado        |                                      |                       |                                     | |                              |                              |

Sui baveri delle giacche gli Ufficiali, in funzione della Sezione di appartenenza, portano i seguenti distintivi:
| Marina mercantile italiana | Ufficiali di Coperta                 | Ufficiali di Macchina | Ufficiali Commissari                | Ufficiali Radiotelegrafisti Ufficiali Radio Operatori                     | Ufficiali Medici             | Ufficiali Cappellani |
| -------------------------- | ------------------------------------ | --------------------- | ----------------------------------- | ------------------------------------------------------------------------- | ---------------------------- | --- |
| Distintivo di Sezione      |                                      |                       |                                     |                                                                           |                              | |
| Descrizione                | ancora ammiragliato grippiata in oro | elica a 3 pale dorata | stella sfaccettata a 6 punte dorata | ancora ammiragliato caricata al centro con la lettera "M" il tutto dorato | caduceo in canutiglia di oro | cammeo di 5 cm di altezza con cordonatura, con 2 rami incrociati di alloro su panno nero, ogni ramo è costituito da 17 foglie |

#### Berretto
Il berretto, capo obbligatorio e indispensabile per il completamento dell'uniforme, è del tipo da marina con copertura bianca per tutte le stagioni.
Questo capo è indossato nel rispetto delle modalità previste dai regolamenti generali in uso e nel rispetto del regolamento di bordo imposto, in ottemperanza alle storiche tradizioni, dal Comandante della nave.
Il berretto è confezionato nelle maniere seguenti: con trofeo in uso nella marina mercantile italiana, ovvero, formato da 2 rami di alloro su panno nero, ogni ramo è costituito da 3 foglie e da 2 bacche, con, nella parte centrale, 1 àncora romana grippiata in simil'oro racchiusa in una cordonatura e sormontata da una corona navale non rostrata, anche impropriamente chiamata corona turrita, il tutto ricamato in canutiglia d'oro.
Il trofeo del berretto degli Ufficiali di Macchina, nella cordonatura centrale, in luogo dell'ancora grippiata, recherà 1 elica a 3 pale in metallo dorato su fondo di velluto rosso porpora
Il trofeo del berretto degli Ufficiali Commissari, nella cordonatura centrale, in luogo dell'ancora grippiata, recherà 1 stella a 6 punte in metallo dorato su fondo di velluto rosso.
Il trofeo del berretto dei Medici di Bordo, nella cordonatura centrale, in luogo dell'ancora grippiata, recherà 1 croce in metallo dorato su fondo di velluto bianco.
Per gli Ufficiali Superiori, il cordone del soggolo è a 2 legnoli, con torsione ad esse "S", con diametro non inferiore a 13 mm e recherà i distintivi di grado.
Per il Comandante, il fregio d'oro della visiera, ricamato su fondo di velluto nero montato nella stessa visiera, raffigura 2 rami di alloro su panno nero, ogni ramo è costituito da 7 foglie e da 4 bacche.
Il soggolo reca ad ognuno dei lati, 3 passanti (cosiddetti "fanalini") d'oro della larghezza di 10 mm, i quali, sono separati da 1 listella di panno nero della larghezza di 3 mm.
Per il Comandante in Seconda, il fregio d'oro, montato sul fondo di velluto nero della visiera, è rappresentato da 1 galloncino d'oro dell'altezza di 7 mm, ripiegato e cucito a guisa d'onda marina con le creste rivolte all'indietro, sul perimetro della visiera del berretto, a partire dal centro della visiera, verso destra e verso sinistra.
Il soggolo reca ad ognuno dei lati, 1 passante (cosiddetto "fanalino") d'oro della larghezza di 10 mm.
Il Direttore di Macchina indossa il berretto con soggolo recante ad ognuno dei lati, 2 passanti (cosiddetti "fanalini") d'oro della larghezza di 10 mm, i quali sono separati da 1 listella di panno nero della larghezza di 3 mm.
Il Capo Commissario ed il Medico di Bordo - Direttore del Servizio Sanitario indossano il berretto con soggolo recante ad ognuno dei lati, 1 passante (cosiddetto "fanalino") d'oro della larghezza di 10 mm.
Gli altri Ufficiali di Bordo portano il berretto con visiera lucida e con soggolo costituito da 1 gallone d'oro dell'altezza di 12 mm recanti ad ognuno dei lati:
- 3 passanti d'oro della larghezza di 10 mm, separati da 1 listella di panno nero della larghezza di 3 mm, per il 1º Ufficiale;
- 2 passanti d'oro della larghezza di 10 mm, separati da 1 listella di panno nero della larghezza di 3 mm, per il 2º Ufficiale;
- 1 passante d'oro della larghezza di 10 mm, per il 3º Ufficiale.

Per gli Allievi Ufficiali il soggolo è costituito da 1 gallone d'oro dell'altezza di 12 mm recante 1 fanalino di colore nero per lato.

### Navi da 1.000 tsl e oltre
I distintivi di grado hanno la seguente composizione, differenziata per grado:
- comandante

un gallone d'oro da 26 millimetri e un gallone sempre d'oro da 11 millimetri adagiato e cucito a guisa di volta di bitta; tale composizione è sormontata da una corona navale non rostrata, anche impropriamente chiamata corona turrita, ricamata in canutiglia di oro caricata al centro da un'àncora romana sempre ricamata in canutiglia di oro. La corona è di dimensioni tali da rientrare inscritta nella circonferenza esterna del gallone a volta di bitta della composizione stessa.
- direttore di macchina

un gallone d'oro da 26 millimetri e un gallone sempre d'oro da 11 millimetri adagiato e cucito a guisa di volta di bitta.
A bordo delle unità da 1.000 a 20.000 tsl, alla presenza di consolidate tradizioni, il servizio a bordo è organizzato come di seguito descritto:
a) la sezione alberghiera è gestita sotto il controllo di un primo commissario quale capo sezione;
b) il servizio sanitario è gestito da un primo medico quale responsabile del servizio sanitario.
- 1º ufficiale

due galloni d'oro dritti da 11 millimetri sormontati da un gallone d'oro a volta di bitta.
- 2º ufficiale

un gallone d'oro dritto da 11 millimetri sormontato da un gallone d'oro a volta di bitta.
- 3º ufficiale

un gallone d'oro a volta di bitta da 11 millimetri.
- allievo ufficiale

un gallone d'oro dritto da 11 millimetri.
La distanza verticale tra i galloni in oro delle varie composizioni deve essere di 4 millimetri e in ogni caso, la loro lunghezza deve essere di 90 millimetri; inoltre, per il grado di comandante, tra la parte superiore della volta di bitta e la base della corona turrita deve rimanere uno spazio non inferiore a 10 millimetri.
La distanza dei galloni in oro dall'estremità della manica non deve essere inferiore a 90 millimetri.
Il diametro interno della volta di bitta non deve essere inferiore a 22 millimetri.
Le composizioni dei distintivi di grado realizzate con galloni in oro, sono montate sulle maniche della giacca dopo essere state, a loro volta, cucite:
- su una base di panno di colore nero, per gli ufficiali di coperta
- su una base di panno porpora, per gli ufficiali di macchina
- su una base panno di colore rosso, per gli ufficiali commissari
- su una base panno di colore bianco, per gli ufficiali medici
- su base di colore azzurro, per gli ufficiali radiotelegrafisti e/o radio operatori.

La base, ovvero, la bordatura di panno colorato sporge dal contorno dei galloni in oro non più di tre millimetri, quanto detto vale anche per gli spazi delle intergiunzioni tra i vari galloni componenti il distintivo di grado e per la parte interna del circolo formante la volta di bitta.
Sui baveri delle giacche gli ufficiali, in funzione della sezione di appartenenza, portano:
- un'ancora grippiata in canutiglia d'oro, per gli ufficiali di coperta
- un'elica a tre pale in canutiglia d'oro, per gli ufficiali di macchina
- una stella a sei punte in canutiglia d'oro, per gli ufficiali commissari
- un caduceo in canutiglia d'oro, per gli ufficiali medici
- un'ancora sormontata da una emme maiuscola in canutiglia d'oro, per gli ufficiali radiotelegrafisti.

Berretto
Il berretto, capo obbligatorio e indispensabile per il completamento dell'uniforme, è del tipo da marina con copertura bianca per tutte le stagioni.
Questo capo è indossato nel rispetto delle modalità previste dai regolamenti generali in uso e nel rispetto del regolamento di bordo imposto dalla compagnia e dal comandante della nave.
Il berretto è confezionato nelle maniere seguenti: con trofeo in uso nella marina mercantile italiana, ovvero, formato da un doppio ramo di alloro su panno nero, ogni ramo è costituito da tre foglie e da due bacche, con, nella parte centrale, un'ancora romana grippiata in simil' oro racchiusa in una cordonatura in filo d'oro e sormontata da una corona navale non rostrata, con torre centrale, sormontata da una piccola ancora romana in simil'oro. Per i comandanti sarà con visiera di velluto, sormontata dai previsti fregi in oro.
Il trofeo del berretto degli ufficiali di macchina, nella cordonatura centrale, in luogo dell'ancora grippiata, recherà un'elica a tre pale in metallo dorato su fondo di velluto rosso porpora; il trofeo del berretto degli ufficiali commissari, nella cordonatura centrale, in luogo dell'ancora grippiata, recherà una stella di metallo dorato a sei punte su fondo di velluto rosso. Nella stessa cordonatura il berretto dei medici di bordo recherà una croce di metallo dorato su fondo di velluto bianco.
Per gli ufficiali superiori, il cordone del soggolo è a due legnoli con torsione ad esse "S", di diametro non inferiore a 13 millimetri e recherà i distintivi di grado.
Per il comandante, il fregio in oro è rappresentato da un gallone in oro dell'altezza di 14 millimetri, cucito su fondo di velluto montato sulla visiera, questo gallone è, a partire dal centro verso destra e verso sinistra, ripiegato e cucito a guisa d'onda marina con le creste rivolte all'indietro, sul perimetro della visiera del berretto. Sempre per il comandante, il soggolo del berretto reca ad ognuno dei lati, due passanti in oro della larghezza di 10 millimetri, cosiddetti fanalini, i quali, sono separati da una listella di panno nero della larghezza di tre millimetri.
Il direttore di macchina indosserà il berretto con soggolo recante ad ognuno dei lati, un passante in oro della larghezza di 10 millimetri cosiddetto "fanalino", il quale sarà montato su una listella di panno di colore nero, la quale, sporgerà, per millimetri tre ai lati del fanalino.
Gli altri ufficiali di bordo porteranno il berretto con visiera lucida e con soggolo costituito da gallone in oro dell'altezza di 12 millimetri recanti ad ognuno dei lati:
tre passanti in oro della larghezza di 10 millimetri cosiddetti "fanalini", i quali saranno separati da una listella di panno di colore nero della larghezza di millimetri tre, per il primo ufficiale;
due passanti in oro della larghezza di 10 millimetri cosiddetti "fanalini", i quali saranno separati da una listella di panno di colore nero della larghezza di millimetri tre, per il secondo ufficiale;
un passante in oro della larghezza di 10 millimetri cosiddetto "fanalino", per il terzo ufficiale.
Per gli allievi ufficiali il soggolo costituito da gallone in oro dell'altezza di 12 millimetri recante un fanalino di colore nero per lato.

### Unità e navi da passeggeri da 50 tsl ed oltre ed altre unità e navi da 150 tsl ed oltre
Il comandante, avrà quale distintivo di grado la composizione qui di seguito indicata:
due galloni d'oro da 11 millimetri e un gallone sempre d'oro da 11 millimetri adagiato e cucito a guisa di volta di bitta; tale composizione è sormontata da una corona navale non rostrata ricamata in canutiglia di oro caricata al centro da un'àncora romana sempre ricamata in canutiglia di oro. La corona navale non rostrata sarà di dimensioni tali da rientrare inscritta nella circonferenza esterna del gallone a volta di bitta della composizione stessa.
Il direttore di macchina avrà quale distintivo di grado la composizione qui di seguito indicata:
due galloni d'oro da 11 millimetri e un gallone sempre d'oro da 11 millimetri adagiato e cucito a guisa di volta di bitta.
Il 1º ufficiale porterà quale distintivo di grado: un gallone d'oro dritto da 11 millimetri sormontato da un gallone d'oro a volta di bitta.
Il 2º ufficiale porterà quale distintivo di grado: un gallone d'oro da 11 millimetri adagiato e cucito a volta di bitta.
La distanza verticale tra i galloni in oro delle varie composizioni dovrà essere di 4 millimetri e in ogni caso, la loro lunghezza dovrà essere di 90 millimetri; inoltre, per il grado di comandante, tra la parte superiore della volta di bitta e la cordonatura formante la base della "corona navale", dovrà rimanere uno spazio non inferiore a 10 millimetri.
La distanza dei galloni in oro dall'estremità della manica non dovrà essere inferiore a 90 millimetri.
Il diametro interno della volta di bitta non dovrà essere inferiore a 22 millimetri. Le composizioni dei distintivi di grado realizzate con galloni in oro, saranno montate sulle maniche della giacca dopo essere state, a loro volta, cucite:
- su una base di panno di colore Nero per gli ufficiali di coperta;
- su una base di panno porpora per gli ufficiali di macchina.

Nota bene: La base, ovvero, la bordatura di panno colorato, di cui innanzi, dovrà sporgere dal contorno dei galloni in oro non più di tre millimetri, quanto detto vale anche per gli spazi delle intergiunzioni tra i vari galloni componenti il distintivo di grado e per la parte interna del circolo formante la volta di bitta.
Sui baveri delle giacche gli ufficiali in funzione della sezione di appartenenza porteranno:
- un'ancora grippiata in canutiglia d'oro gli ufficiali di coperta;
- un'elica a tre pale in canutiglia d'oro gli ufficiali di macchina,

Berretto
Il berretto, capo obbligatorio e indispensabile per il completamento dell'uniforme, sarà logicamente del tipo "da marina" con copertura bianca per tutte le stagioni.
Questo capo sarà indossato nel rispetto delle modalità previste dai regolamenti generali in uso e nel rispetto del regolamento di bordo imposto dalla compagnia e dal comandante della nave.

Esso sarà confezionato nelle maniere seguenti: con trofeo in uso nella marina mercantile italiana, ovvero, formato da un doppio ramo di alloro su panno nero, ogni ramo è costituito da tre foglie e da due bacche; con, nella parte centrale, un'ancora ammiragliato grippiata racchiusa in una cordonatura in filo d'oro e sormontata da una "corona navale", con torre centrale, sormontata da una piccola ancora romana. Per i comandanti sarà con visiera di velluto, sormontata da fregi in oro.
Il trofeo del berretto degli ufficiali di macchina, nella cordonatura centrale, in luogo dell'ancora ammiragliato grippiata, recherà un'elica a tre pale in metallo dorato su fondo di velluto rosso porpora; il trofeo del berretto degli ufficiali commissari, nella cordonatura centrale, in luogo dell'ancora ammiragliato grippiata, recherà una stella di metallo dorato a sei punte su fondo di velluto rosso. Nella stessa cordonatura i medici porteranno una croce di metallo dorato su fondo di velluto bianco.
Per il comandante, il fregio in oro di cui all'estremità della visiera, sarà rappresentato da un gallone in oro dell'altezza di 7 millimetri, questo gallone, su fondo di velluto nero della visiera, sarà, a partire dal centro verso destra e verso sinistra, ripiegato e cucito a guisa d'onda marina con le creste rivolte all'indietro, come detto, sul perimetro della visiera del berretto. Sempre per il comandante, il soggolo del berretto, formato da un cordone a due legnoli con torsione ad "S" del diamentro di 13 millimetri, recherà ad ognuno dei lati, un passante in oro della larghezza di 10 millimetri cosiddetto "fanalino".
Il direttore di macchina indosserà il berretto con soggolo formato da gallone in oro dell'altezza di 13 millimetri, recante ad ognuno dei lati tre passanti in oro della larghezza di 10 millimetri cosiddetti "fanalini" i quali saranno separati da una listella di panno nero della larghezza di millimetri tre;
- due passanti in oro della larghezza di 10 millimetri cosiddetti "fanalini", i quali saranno separati da una listella di panno di colore nero della larghezza di millimetri tre per il primo ufficiale;
- un passante in oro della larghezza di 10 millimetri cosiddetto "fanalino", per il secondo ufficiale.

### Particolarità
Per il comandante con titolo onorifico di "comandante superiore", i galloni di grado, i guarnimenti del berretto, quali il soggolo e il fregio sulla visiera, saranno foggiati e confezionati secondo le regole e le tradizioni già in uso per i comandanti delle navi appartenenti e/o appartenute alla "Flotta italiana di linea" del Gruppo Finmare, in possesso dei requisiti previsti per potersi fregiare di tale alto onorifico titolo.
Il comandante con il titolo onorifico di "comandante superiore" porterà i particolari galloni, il particolare berretto ed un particolare distintivo metallico di grado mantenendo il diritto a potersene fregiare in ogni caso e su qualunque nave egli imbarcherà con il grado di comandante.
Sempre per il titolo di "comandante superiore", l'innanzi detto, particolare distintivo metallico di grado, sarà portato al lato destro, quando il comandante è a bordo della nave della quale detiene il comando, mentre sarà portato a sinistra nella zona sottostante i nastrini e/o le medaglie di cui alle eventuali onorificenze, nei momenti nei quali, l'alto ufficiale avente diritto a potersene fregiare, non è effettivamente al comando. Detto distintivo sarà in argento, avrà forma circolare e avrà il diametro massimo non superiore a ventitré millimetri; lo stesso, recherà, nella parte superiore, ovvero sulla parte perimetrale rialzata, l'incisione in maiuscolo, raffigurante la scritta: "FLOTTA ITALIANA DI STATO", mentre nella metà inferiore, divisa da quella superiore da due ancorette ammiragliato grippiate o da due rose dei venti con otto punti in bassorilievo, recherà, in tutto maiuscolo, l'incisione raffigurante la scritta: "COMANDANTE SUPERIORE". All'interno del circolo, ovvero nella parte piatta e bassa del distintivo, alloggerà il gagliardetto o la bandiera sociale della compagnia alla quale il ruolo di appartenenza del comandante si riferisce.
Il comandante in seconda, a norma di consolidate tradizioni, se viene dal grado di primo ufficiale, senza mai aver assunto il comando di una nave, avrà i galloni ed{\displaystyle } il berretto come descritto in precedenza. Se è stato invece già al comando, ha diritto a potersi fregiare con i galloni del massimo grado precedentemente disimpegnato, ma senza indossare il distintivo di grado previsto per i comandanti titolari, ovvero non porterà la corona navale sui galloni.
I comandanti in seconda che avessero già comandato navi da 20.000 tsl ed oltre, come detto in precedenza, porteranno al cordone del berretto due passanti di oro per lato, fanalini, della larghezza di 10 millimetri divisi tra loro da una listella di panno nero della larghezza di tre millimetri. Inoltre sull'orlo della visiera porteranno un gallone adagiato e cucito a guisa d'onda marina dell'altezza di millimetri 11(undici).

### Unità e navi da passeggeri inferiore alle 50 tsl
Il comandante, avrà quale distintivo di grado la composizione qui di seguito indicata:
un gallone d'oro da 11 millimetri e un gallone sempre d'oro da 11 millimetri adagiato e cucito a guisa di volta di bitta; tale composizione è sormontata da una corona navale non rostrata ricamata in canutiglia di oro caricata al centro da un'àncora romana sempre ricamata in canutiglia di oro. La corona navale non rostrata sarà di dimensioni tali da rientrare inscritta nella circonferenza esterna del gallone a volta di bitta della composizione stessa.
Il direttore di macchina  se presente, se la posizione non è coperta dal comandante avrà quale distintivo di grado la composizione qui di seguito indicata:
un gallone d'oro da 11 millimetri e un gallone sempre d'oro da 11 millimetri adagiato e cucito a guisa di volta di bitta.
La distanza verticale tra i galloni in oro delle varie composizioni dovrà essere di 4 millimetri e in ogni caso, la loro lunghezza dovrà essere di 90 millimetri; inoltre, per il grado di comandante, tra la parte superiore della volta di bitta e la cordonatura formante la base della "corona navale", dovrà rimanere uno spazio non inferiore a 10 millimetri.
La distanza dei galloni in oro dall'estremità della manica non dovrà essere inferiore a 90 millimetri.
Il diametro interno della volta di bitta non dovrà essere inferiore a 22 millimetri. Le composizioni dei distintivi di grado realizzate con galloni in oro, saranno montate sulle maniche della giacca dopo essere state, a loro volta, cucite:
- su una base di panno di colore Nero per gli ufficiali di coperta;
- su una base di panno porpora per gli ufficiali di macchina.

Nota bene: La base, ovvero, la bordatura di panno colorato, di cui innanzi, dovrà sporgere dal contorno dei galloni in oro non più di tre millimetri, quanto detto vale anche per gli spazi delle intergiunzioni tra i vari galloni componenti il distintivo di grado e per la parte interna del circolo formante la volta di bitta.
Sui baveri delle giacche gli ufficiali in funzione della sezione di appartenenza porteranno:
- un'ancora grippiata in canutiglia d'oro gli ufficiali di coperta;
- un'elica a tre pale in canutiglia d'oro gli ufficiali di macchina,

## Varie fuori testo

### Usi e tradizioni
In alcune compagnie straniere come nella cessata United States Line, e in quelle ancora in esercizio come P&O, Princess Cruises e Cunard, al comandante più anziano in ordine al servizio, detto anche Primo Comandante, ovvero quello che tradizionalmente dagli inglesi viene definito Commodore, alla presenza di una consolidata tradizione, viene riconosciuto il diritto a poter indossare uniformi e berretto con foggia e distintivi di grado da "rear admiral LH" nel caso di compagnie americane e da "commodore" nel caso di compagnie inglesi, logicamente con simbologie a indirizzo civile in luogo delle simbologie militari.

### Foggia del soggolo dei berretti per i vari gradi degli Ufficiali della Marina Mercantile Italiana e comparazione con i soggoli degli Ufficiali delle Navi militari della MMI e/o con dirigenti e dirigenti superiori di alcuni servizi civili di Stato aventi organizzazione di tipo gerarchico-militare

#### Navi di bandiera italiana
Mantenendo rigidamente in essere la foggia dei Galloni di Grado, come innanzi molto chiaramente esposto e descritto, tenendo conto che la Corona Navale non rostrata simboleggia l' "Onore del Comando di Nave in Mare" e che essa ha la valenza di un gallone dritto, per i guarnimenti dei berretti, sono in essere le sottoelencate modalità :
- allievo ufficiale → soggolo come quello di un aspirante guardiamarina con l'aggiunta di un fanalino nero per lato/berretto con soggolo in oro con un fanalino nero per lato;
- terzo ufficiale → soggolo come quello di un guardiamarina/berretto con soggolo in oro con un fanalino per lato;
- secondo ufficiale → soggolo come quello di un sottotenente di vascello/berretto con soggolo in oro con due fanalini per lato;
- primo ufficiale → soggolo come quello di un tenente di vascello/berretto con soggolo in oro con tre fanalini per lato;
- comandante in seconda di nave di 20.000 TSL ed oltre →  soggolo come quello di un capitano di corvetta/berretto con cordone in oro con un fanalino per lato;
- comandante di nave avente meno di 1.000 TSL →  soggolo come quello di un capitano di corvetta/berretto con cordone in oro con un fanalino per lato;(*)
- comandante di nave da 1.000 a meno di 20.000 TSL → soggolo come come quello un capitano di fregata/berretto con cordone in oro con due fanalini per lato;(*)
- comandante di nave da 20000 TSL ed oltre → soggolo come quello di un capitano di vascello/Dirigente/berretto con cordone in oro con tre fanalini per lato.(*)
- comandante superiore dei Ruoli dello Stato Maggiore Navigante in Regolamento Organico delle ormai dismesse Società di Navigazione della Flotta di Stato "Italia" e "Lloyd Triestino" → dirigente superiore (vedi corpi civili dello Stato)/soggolo formato da due cordoncini in oro recante ad ognuno dei due lati annodature marinarescamente dette a mandorletta.
- Primo comandante superiore dei Ruoli dello Stato Maggiore Navigante in Regolamento Organico delle ormai dismesse Società di Navigazione della Flotta di Stato "Italia" e "Lloyd Triestino" ---> dirigente superiore di fascia alta (vedi corpi civili dello Stato)/soggolo formato da doppio cordone in oro con annodature laterali marinarescamente dette a mandorletta oppure, soggolo formato da tre cordoncini in oro agghindato a guisa di nodo marinarescamente detto a margherita  con una mezza volta a torsione sinistrorsa. In ogni caso, mantenendo sempre in essere i fregi in canutiglia di oro sulla visiera previsti per i comandanti di navi da 20.000 TSL ed oltre. I detti fregi in oro della visiera, assieme alla corona navale non rostrata, posta sui galloni di grado, rappresenteranno i simboli distintivi per l'alto grado apicale rivestito dal comandante quale unica autorità di bordo, supremo capo della spedizione e supremo capo della comunità viaggiante.

(*) Nota storica importante : La corona navale non rostrata, anche impropriamente detta corona turrita, rappresentante tre castelli di navi romane galleggianti in mare, tra loro accostate e divise da parabordi, di cui la centrale recante un'ancora romana, per regolamento posta sui galloni dell'ufficiale al comando della nave, ha il valore di un ulteriore gallone e, per antica tradizione marinara, essa rappresenta il simbolo dell'onore del comando di nave in mare.

#### Navi di bandiera United Kingdom e British Commonwealth
(Ufficiali in possesso delle qualifiche per navi uguali o maggiori a 3000 GT imbarcati a bordo di navi di oltre 20.000 GT)
- allievo ufficiale → aspirante guardiamarina
- terzo ufficiale → guardiamarina
- secondo ufficiale → tenente di vascello
- secondo ufficiale senior → capitano di corvetta
- primo ufficiale → capitano di fregata
- comandante in seconda → capitano di vascello
- comandante di nave → capitano di vascello con aggiunta del distintivo previsto per i Comandanti
- comandante della nave ammiraglia della compagnia → commodoro

### Sigle riguardanti i gradi ed i titoli dei Comandanti Superiori, dei Comandanti e degli Ufficiali di Nave Marittima con relativo codice di anzianità degli appartenenti ai Ruoli del personale di Stato Maggiore Navigante in R.O. delle dismesse Società Pubbliche di Linea "Italia" e "Lloyd Triestino" di Navigazione
Primo CS CSLC --> Capitano Superiore di lungo corso quando Primo Comandante Superiore in ordine di anzianità, MM-07 - Dirigente Superiore di Fascia Alta. 
CS CSLC --> Capitano Superiore di lungo corso con titolo onorifico di Comandante Superiore MM-06 - Dirigente Superiore. 
CSLC --> Capitano Superiore di lungo corso con grado di Comandante MM-05 - Dirigente di Prima Fascia.
CLC --> Capitano di lungo corso con grado di Comandante MM-04. Dirigente di Seconda Fascia.
As CLC --> Aspirante Capitano di lungo corso MM-01
All CLC --> Allievo Capitano di lungo MM-CADET
C/N --> Comandante di Nave superiore a 20000 GT MM-05
C/N --> Comandante di Nave superiore a 3000 GT MM-04
P/U --> Primo Ufficiale di Nave superiore a 3000 GT MM-03
U/N --> Ufficiale di navigazione di Nave superiore a 3000 GT MM-01
A/U --> Allievo Ufficiale di Nave superiore a 3000 GT MM-CADET
Nota Bene : I codici da MM-01 a MM-07 sono relativi al grado ed all'anzianità di servizio maturata nei vari Ruoli di appartenenza dagli Ufficiali, dai Comandanti e dai Comandanti Superiori delle dismesse Società Pubbliche di Linea facenti capo alla FINMARE.